# Javier Barros Sierra
Javier Barros Sierra (Ciudad de México, 25 de febrero de 1915-Ciudad de México, 15 de agosto de 1971) fue un ingeniero, matemático, académico, empresario y  funcionario público mexicano, quien fue rector de la Universidad Nacional Autónoma de México durante el conflicto estudiantil de 1968 y el primer secretario de Obras Públicas.

## Biografía

### Primeros años

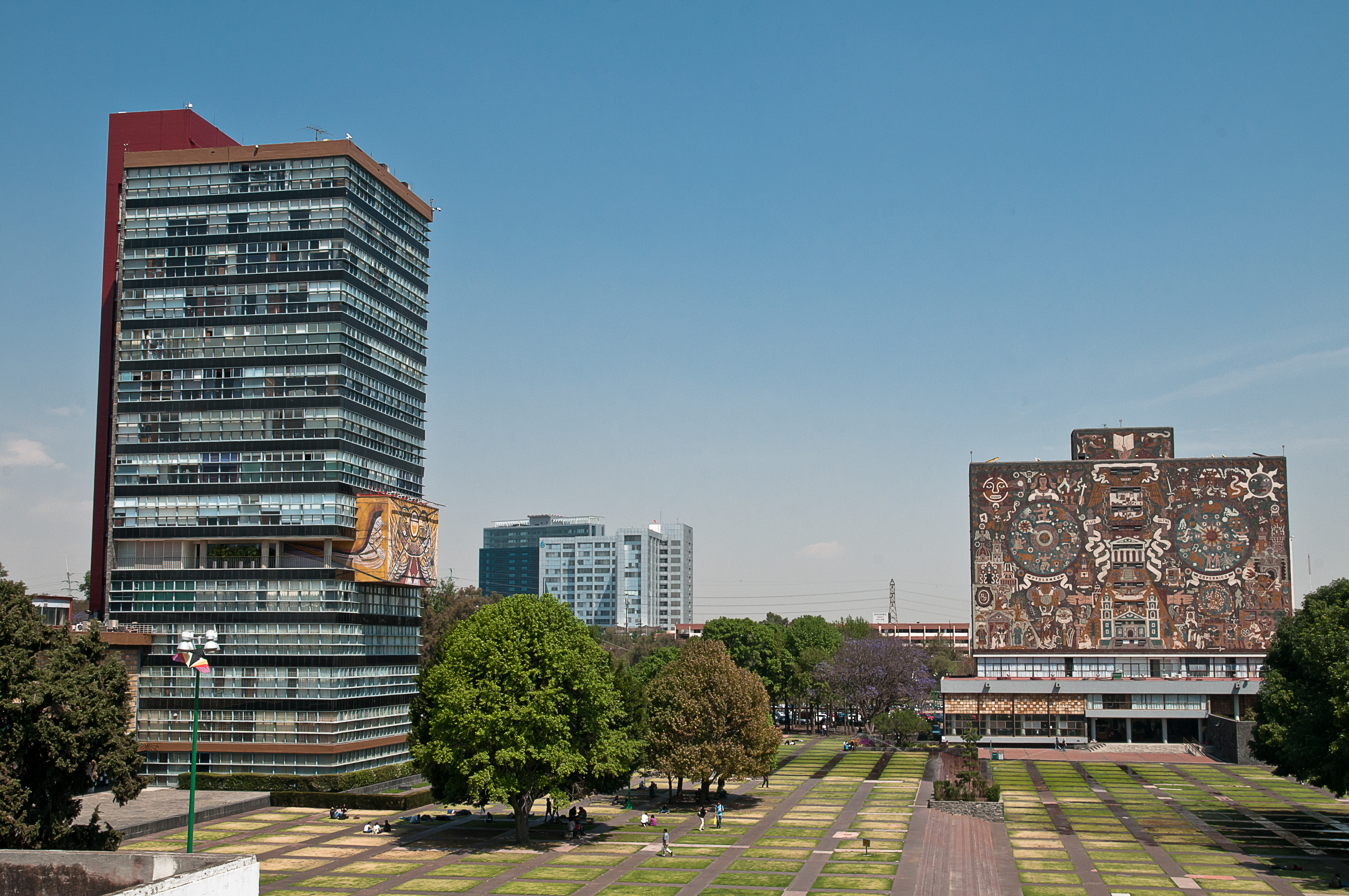
El rector Javier Barros Sierra estuvo siempre profundamente comprometido con la UNAM

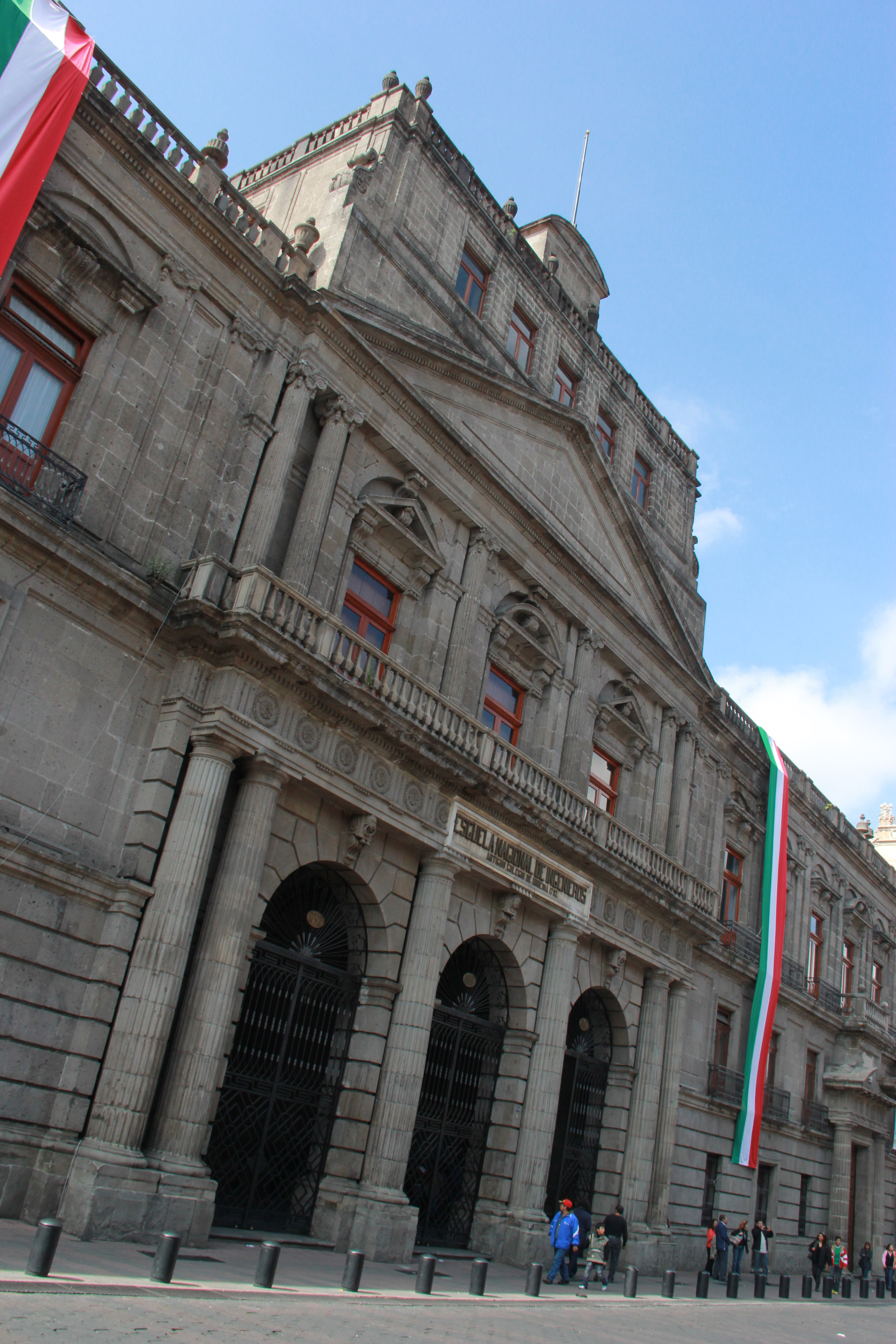
Javier Barros Sierra estudió ingeniería civil en el Palacio de Minería, cuando este albergaba a la Facultad de Ingeniería de la UNAM

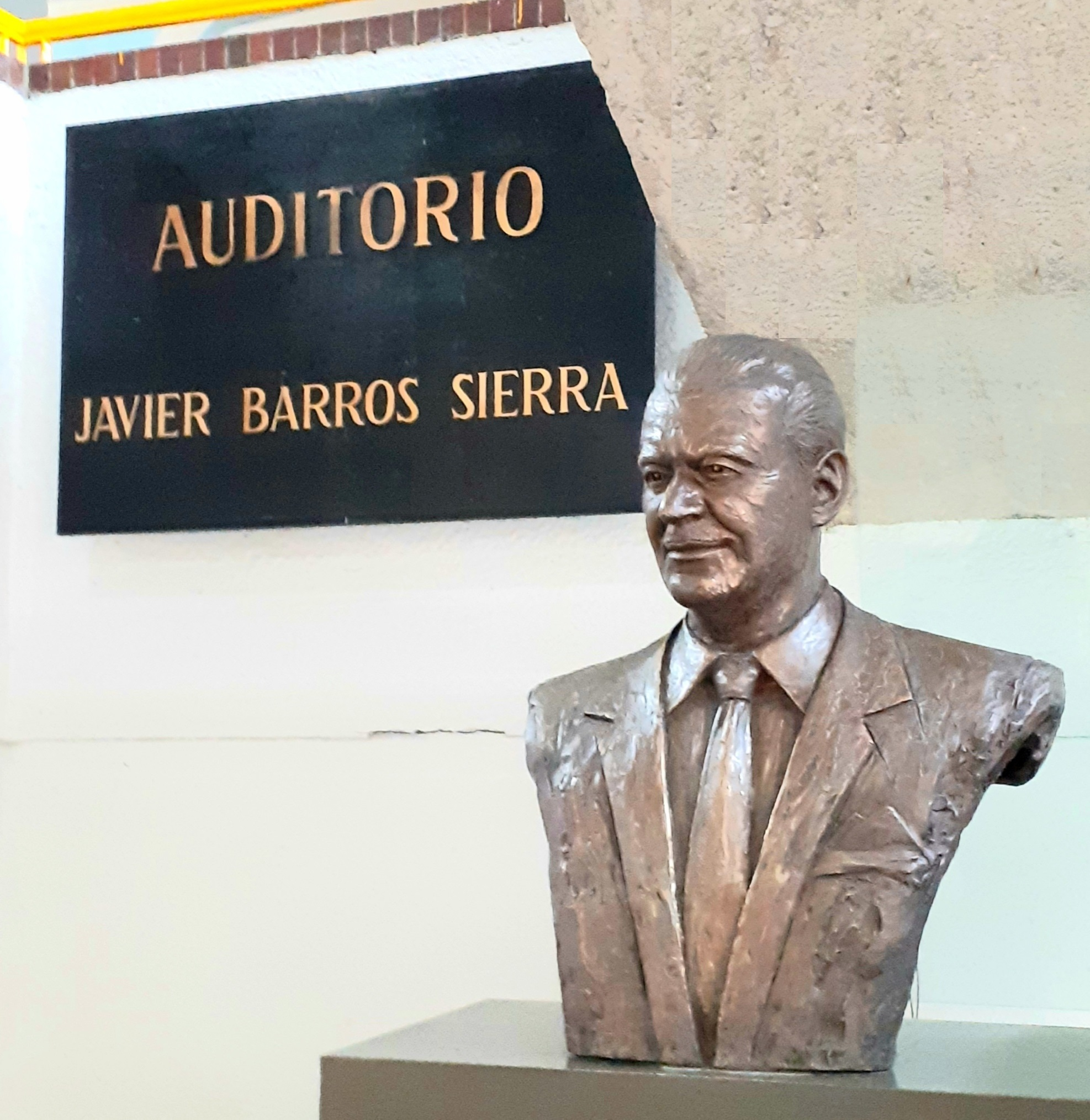
Busto del ingeniero Javier Barros Sierra en el auditorio que lleva su nombre en la Facultad de Ingeniería de la UNAM.

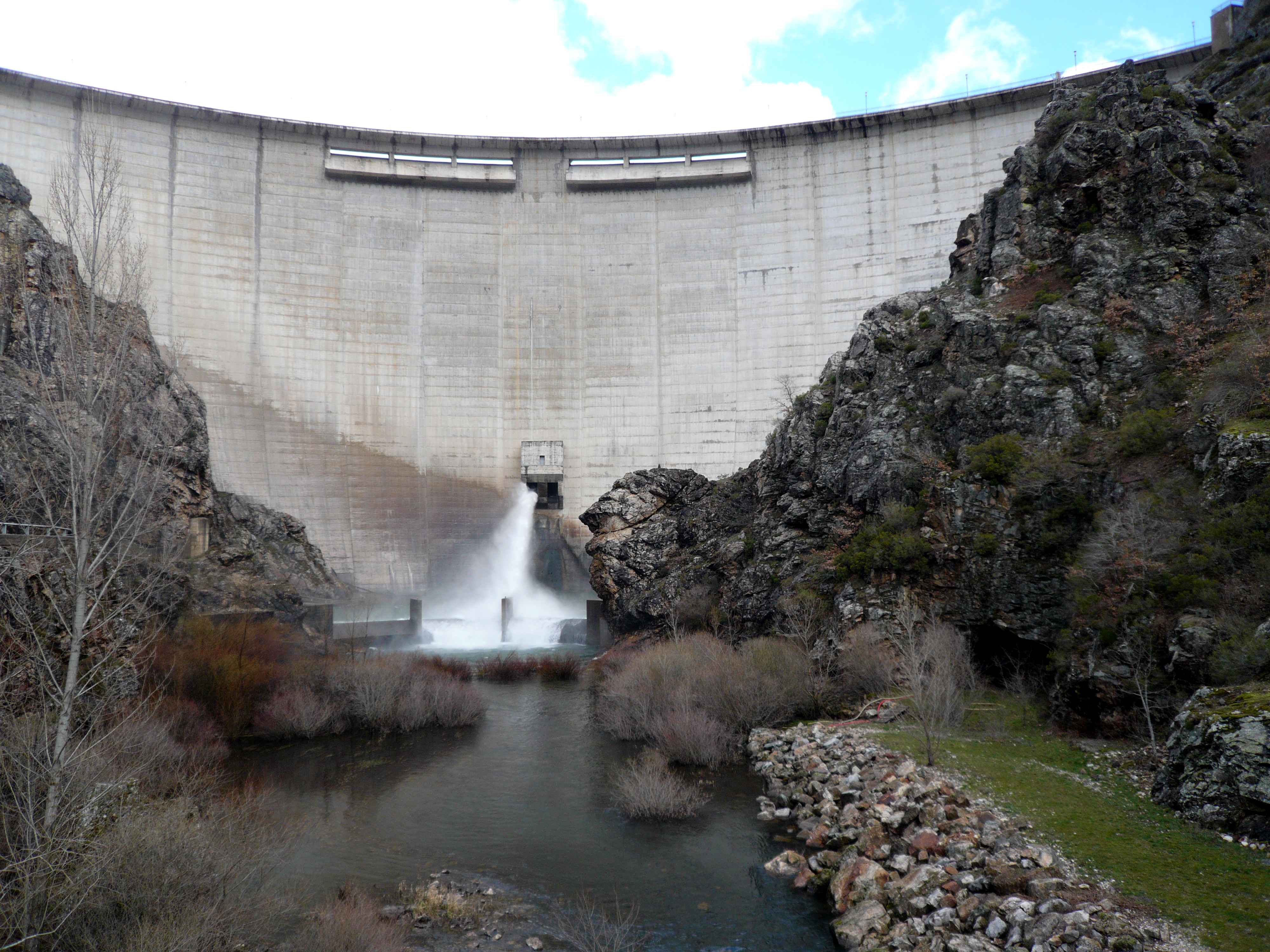
La tesis de Barros Sierra fue Proyecto de una presa en arco forma de construcción muy complicada para la mayoría del territorio mexicano

Nació el 25 de febrero de 1915 en la Ciudad de México. Fue hijo de José Barros Olmedo y María de Jesús Sierra Mayora; nieto de Justo Sierra Méndez, uno de los intelectuales más importantes de la historia de México.
Estudió siempre en escuelas públicas, en la primaria  "Alberto Correa", en la Secundaria n.º 3 "Héroes de Chapultepec" y en la Preparatoria Nacional. Ingresó en la Universidad Nacional Autónoma de México, en donde se graduó como ingeniero civil en la Escuela de Ingeniería, en 1940, con la tesis Proyecto de una presa en arco; años más tarde, obtuvo la Maestría en Ciencias Matemáticas, en la Facultad de Ciencias. Por méritos académicos, fue designado primer presidente de la Sociedad de Alumnos de la Facultad de Ciencias, así como consejero universitario. Desde 1938 hasta 1958, se desempeñó como profesor de geometría y trigonometría en la Escuela Nacional Preparatoria, y de cálculo diferencial e integral en la Facultad de Ciencias. Fue coautor con Roberto Vázquez García del libro Introducción al cálculo diferencial e integral. 
Entre 1955 y 1958 dirigió la Escuela Nacional de Ingeniería de la UNAM, cuyos planes de estudio se reformaron, y se creó el Instituto de Ingeniería (UNAM) y la División de Estudios Superiores para elevarla al rango de Facultad en la universidad. A raíz de ello, la institución se convertiría en la Facultad de Ingeniería (Universidad Nacional Autónoma de México) en 1959.
Paralelamente, en 1947, Javier Barros Sierra fue cofundador de la empresa ICA, proyecto impulsado por Bernardo Quintana Arrioja. En 1953, fue el primer presidente de ECSA (Estructuras y Cimentaciones S.A.) del propio Grupo ICA. Durante su labor como constructor destacan  obras a su cargo como las Escuelas de Veterinaria y Odontología, las Facultades de Filosofía y Letras y Ciencias, los laboratorios de Ciencias Químicas, el multifamiliar para maestros y el sector poniente del Estadio Olímpico, todas ellas en la nueva Ciudad Universitaria. Asimismo, estuvo al frente de la construcción del conjunto Lafragua y Reforma, la termoeléctrica de Lechería, el rastro de la Ciudad de México, el mercado de la Merced y el interceptor de Circunvalación.

### Secretario de Obras Públicas
Poco antes de terminar su periodo al frente de la Facultad de Ingeniería (UNAM), fue designado secretario de Comunicaciones y Obras Públicas en la administración del presidente Adolfo López Mateos por lo que vendió sus acciones de ICA para evitar un conflicto de intereses. Por sugerencia propia al presidente, la dependencia se subdividió en 1959 dando lugar a la Secretaría de Comunicaciones y Transportes (SCT) —a cargo de Walter Cross Buchanan— y a la Secretaría de Obras Públicas (SOP), quedando Barros Sierra al frente de esta última. Durante su gestión, la red de carreteras de México se incrementó en un 56 % (de 31 856 km a 56 399 km) lo que representó el mayor crecimiento de infraestructura carretera de la historia hasta entonces. Se construyeron las carreteras México-Puebla, la Querétaro-Celaya, el libramiento a Cuernavaca, así como la primera etapa de la carretera México-Pachuca y se hicieron importantes avances en el tramo de La Pera-Cuautla, la San Martín Texmelucan-Tlaxcala-Apizaco, la Puebla-Orizaba y la de Tijuana-Ensenada. En 1961 se inauguró el ferrocarril Chihuahua-Pacífico y un año después, se concluyó el puente Coatzacoalcos, el mayor del país en aquel tiempo.
En 1966, Jesús Reyes Heroles, entonces director de Petróleos Mexicanos, invitó a Barros Sierra a encabezar el recién fundado Instituto Mexicano del Petróleo del cual tomó posesión el 31 de enero de ese mismo año siendo su primer director. Su gestión ahí fue breve pues en mayo fue designado por la Junta de Gobierno de la UNAM unánimemente como rector de la Universidad Nacional Autónoma de México para el periodo (1966-1970), tras la renuncia de Ignacio Chávez a raíz de un conflicto y huelga estudiantil.

### Rectoría de la Universidad Nacional Autónoma de México

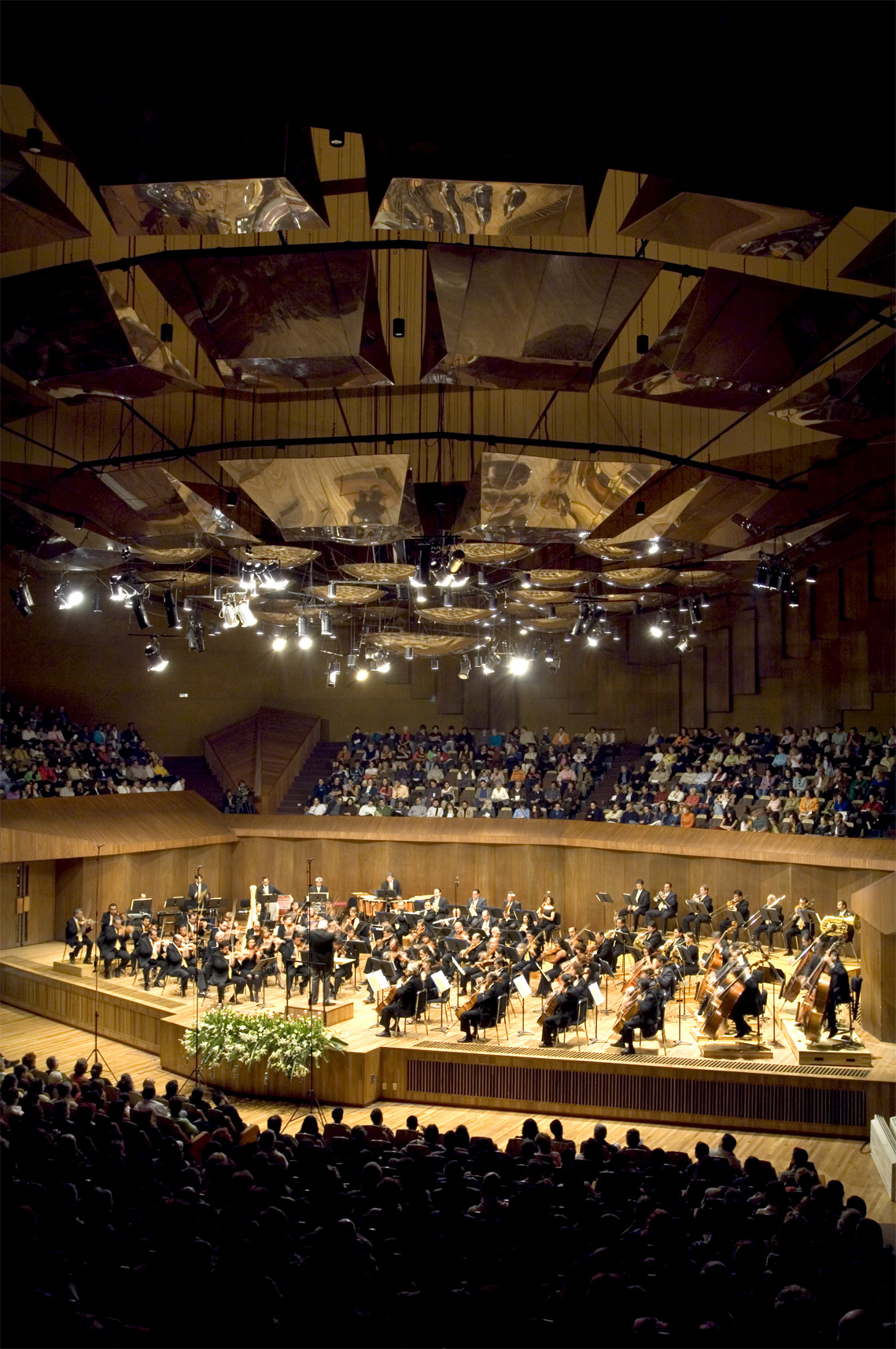
Barros Sierra fomentó el desarrollo de la Orquesta Filarmónica de la UNAM

Durante su rectorado se realizaron profundos cambios en la institución como la reestructuración de los planes de estudio, el pase automático desde el nivel preparatorio de la propia UNAM a las carreras profesionales cumpliendo con un promedio establecido, la incorporación del sistema de calificación por créditos y la unificación del estatus de investigadores y profesores. Se crearon la Comisión Técnica de Planeación Universitaria, el Consejo de Estudios Superiores, la Comisión de Nuevos Métodos de Enseñanza, el Centro de Investigación de Materiales y el Laboratorio Nuclear. Se amplió el posgrado y se equilibró el volumen del alumnado para solucionar los problemas de admisión para los egresados de la Preparatoria Nacional. Se realizó una amplia labor de difusión cultural en toda la Universidad, al fundarse revistas trascendentales como Punto de Partida, Controversia, Los Universitarios y renovándose la Gaceta Universitaria. De igual forma, se dio gran impulso a la orquesta Filarmónica, al frente de la cual se nombró al músico Eduardo Mata, y se construyó el Foro Isabelino.
El 30 de julio de 1968, el presidente Gustavo Díaz Ordaz ordenó al Ejército mexicano reprimir a estudiantes que se refugiaban en las instalaciones de la Escuela Nacional Preparatoria 1 de San Ildefonso. Los soldados destruyeron con una bazuca la puerta del siglo XVIII de la escuela y aprehendieron a varios estudiantes. En respuesta, como símbolo de protesta, Javier Barros Sierra izó la bandera nacional a media asta en la explanada de la Rectoría y pronunció un discurso en contra de la violación de la autonomía universitaria y por la libertad de los estudiantes:

Hoy es un día de luto para la Universidad; la autonomía está amenazada gravemente. No cedamos a las provocaciones, vengan de fuera o de adentro; entre nosotros hay muchos enmascarados que no aman y no aprecian a la Autonomía Universitaria. La Universidad es primero, permanezcamos unidos para defender, dentro y fuera de nuestra Casa, las libertades de pensamiento, de reunión, de expresión y la más cara: ¡nuestra Autonomía!

Un día después, el 1 de agosto, el rector convocó y encabezó una de las marchas más importantes del Movimiento Estudiantil, cuando cerca de 80 mil personas se reunieron en la explanada de Rectoría y marcharon por la Avenida de los Insurgentes. Antes de iniciar, Barros Sierra pronunció un discurso donde invitó a la comunidad universitaria a unir esfuerzos con la sociedad mexicana en búsqueda de los derechos civiles:

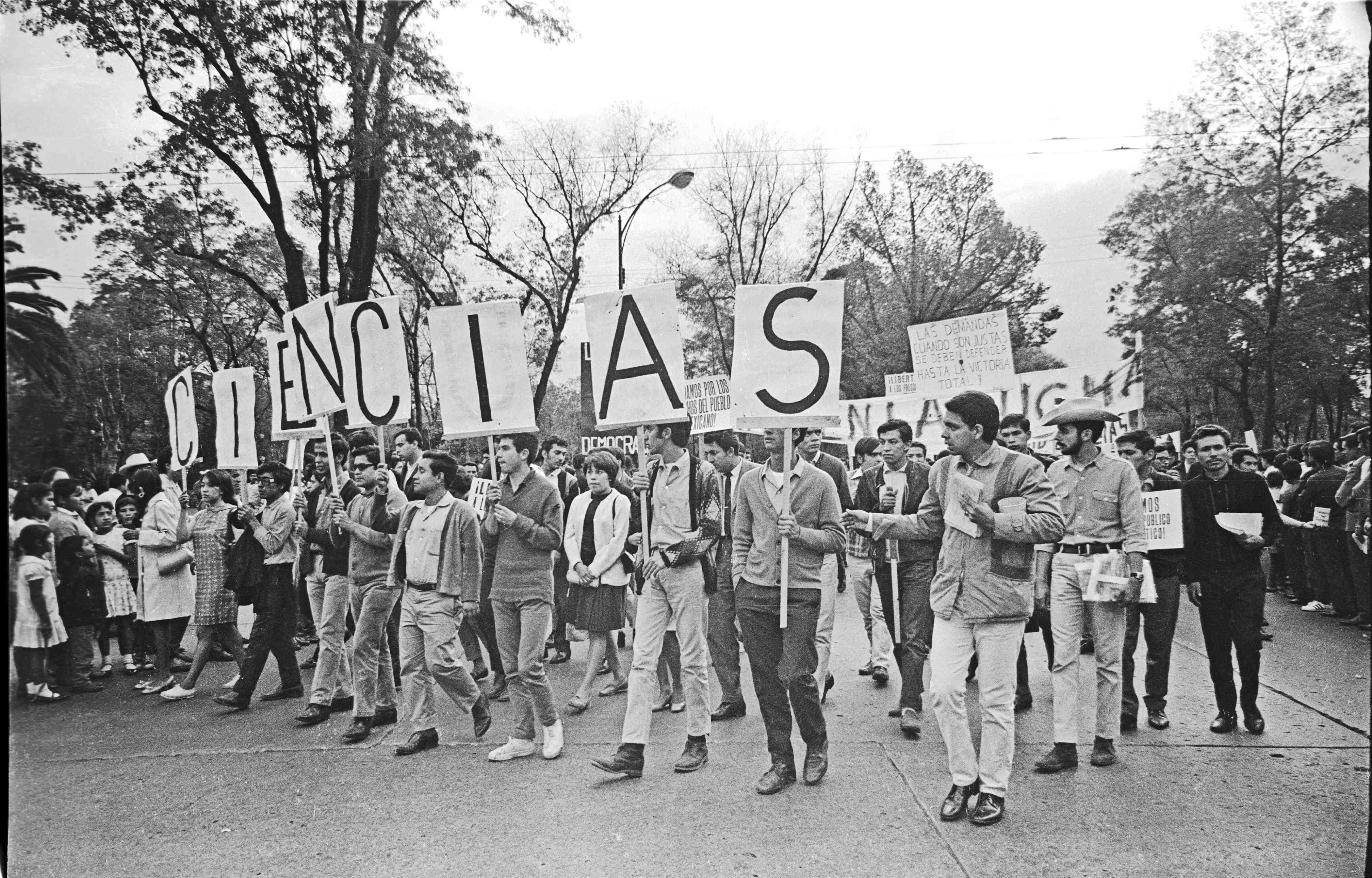
Como rector, Barros Sierra tuvo que enfrentar el movimiento estudiantil y defender la autonomía

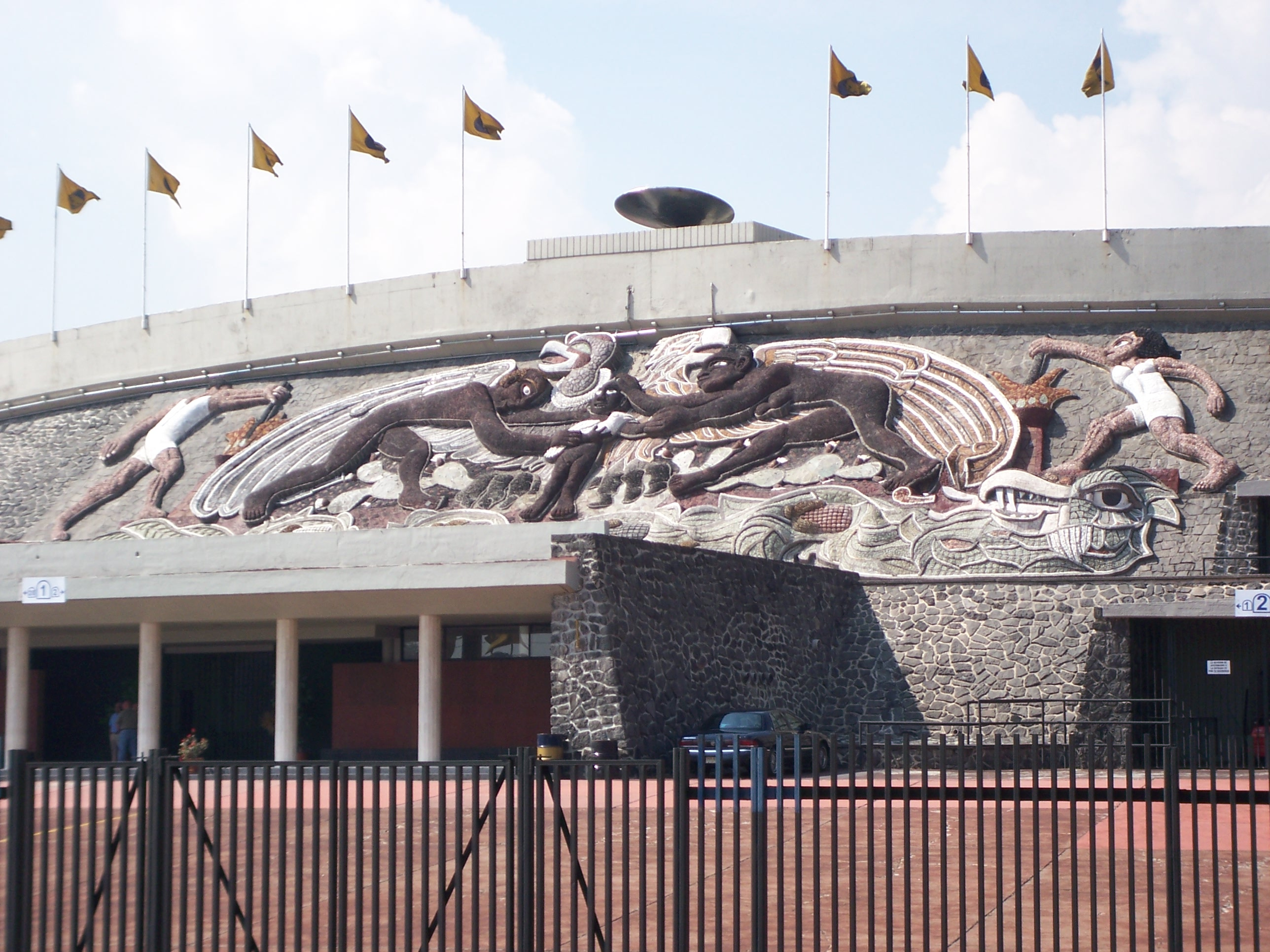
También como rector, Barros Sierra fue anfitrión en el Estadio Olímpico Universitario México 1968

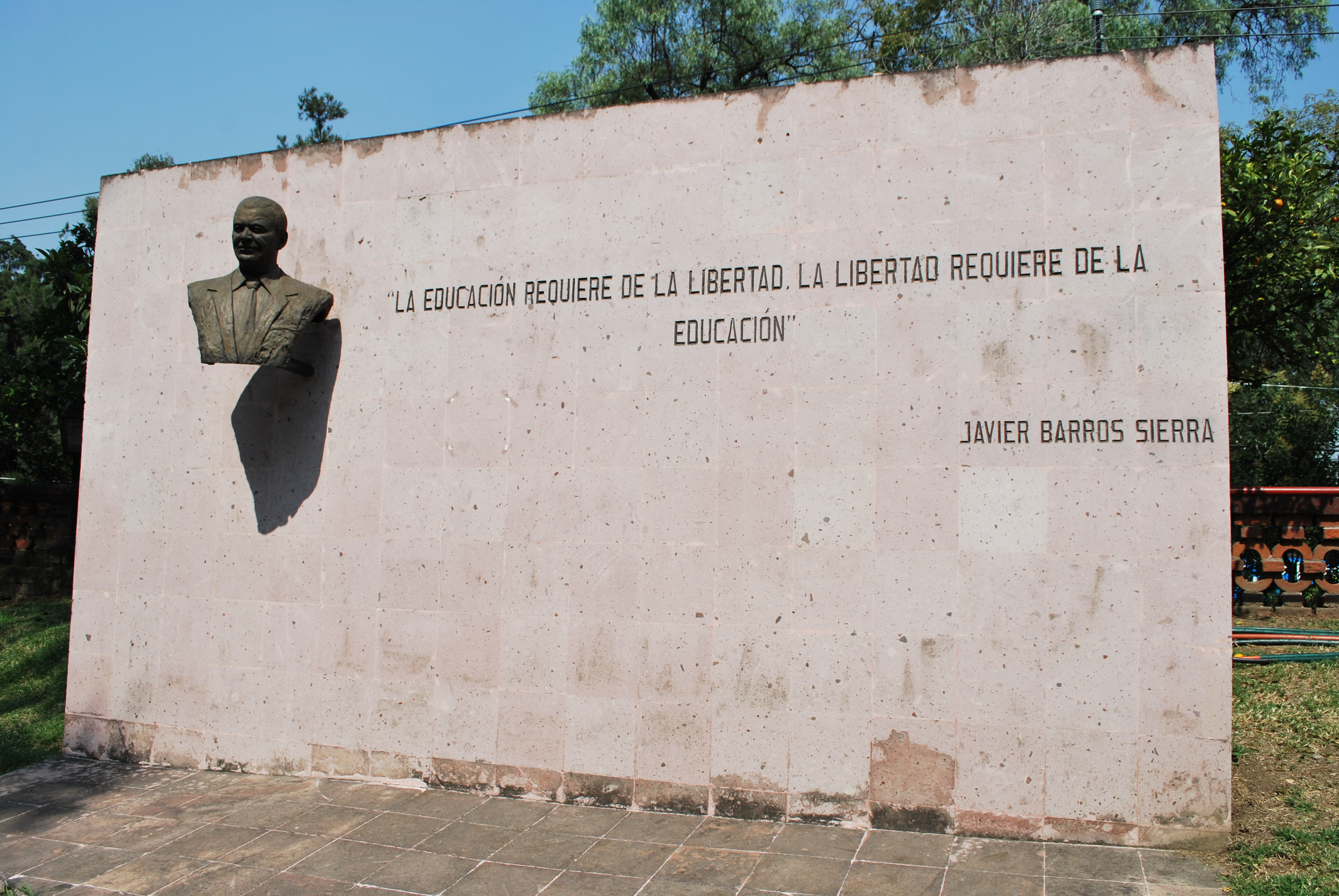
Monumento a Javier Barros Sierra de Jorge Ismael Rodríguez en la Casa Frissac, Tlalpan, México

Necesitamos demostrar al pueblo de México que somos una comunidad responsable, que merecemos la autonomía, pero no sólo será la defensa de la autonomía la bandera de nuestra expresión pública: lo será también la demanda, la exigencia por la libertad de nuestros compañeros presos, la cesación de las represiones. En la medida en que sepamos demostrar que podemos actuar con energía, pero siempre dentro del margen de la Ley [...] afianzaremos no sólo la autonomía y las libertades de nuestra Máxima Casa de Estudios Superiores, sino que contribuiremos fundamentalmente a las causas libertarias de México.

### Últimos años y muerte
La visión de Barros Sierra sobre su gestión como rector, el Movimiento Universitario y la defensa de la autonomía, quedaron registrados en el libro Javier Barros Sierra, 1968. Conversaciones con Gastón García Cantú. Después de finalizar su rectorado, se retiró de la vida pública por motivos médicos.
Javier Barros Sierra murió en la Ciudad de México, el 15 de agosto de 1971, a los 56 años de edad. Sus restos yacen en el Panteón Jardín de esa misma ciudad. El 27 de octubre de 2010, el Senado de México, en reconocimiento a su trayectoria profesional y en particular a la defensa de la autonomía universitaria, le otorgó de forma póstuma la Medalla Belisario Domínguez. La presea fue entregada a su hija Cristina Barros Valero. El 2 de junio de 2015, la Universidad Nacional Autónoma de México —por el centenario del natalicio de Barros Sierra— otorgó una medalla conmemorativa a la familia, al igual que una presea en reconocimiento de la labor del exrector en la defensa de la autonomía universitaria. Ambos galardones fueron recibidos por su hijo Javier Barros Valero.